# Ancylocera bicolor
Ancylocera bicolor – gatunek chrząszcza z rodziny kózkowatych.

## Zasięg występowania
Ameryka Północna, występuje w płd.-wsch. części USA (od Wirginii na płn. przez Florydę po Teksas) oraz w Meksyku i Ameryce Środkowej po Honduras na płd.

## Morfologia
Osiąga 8,5-12,3 mm długości ciała.

## Biologia i ekologia

### Tryb życia
W USA spotykany zwykle od marca do czerwca.

### Odżywianie
Larwy żerują na orzesznikach, dębach, akacjach i wiązowcach.